# Caloplaca pinicola
Caloplaca pinicola är en lavart som beskrevs av Hugo Magnusson. Caloplaca pinicola ingår i släktet orangelavar och familjen Teloschistaceae.   Inga underarter finns listade i Catalogue of Life.